# Тамара Джерниган
Тамара Елизабет „Тами“ Джерниган (на английски: Tamara Elizabeth "Tammy" Jernigan) е родена на 7 май 1959 г. в Чатануга, Тенеси. Американски астронавт, ветеран от пет космически полета.

## Образование
Джерниган завършва колеж в Санта Фе, Ню Мексико, през 1977 г. През 1981 г. завършва университета Станфорд с бакалавърска степен по физика. През 1983 г. получава магистърска степен по инженерна физика от университета Бъркли, Калифорния. В същия университет защитава магистратура и по астрономия през 1985 г. През 1988 г. става доктор по астрофизика и астрономия в университета Райс.

## Служба в НАСА
На 4 юни 1985 г., Тамара Джерниган е избрана за астронавт от НАСА, Астронавтска група №11. След приключване на курса за подготовка е включена в полетните графици на НАСА. До пенсионирането си има 1512 часа в космоса. По време на последната си мисия осъществява космическа разходка с продължителност осем часа.

### Космически полети
Тамара Джерниган е взела участие в пет космически полета:
| Космически полети на Тамара Джерниган                     | Космически полети на Тамара Джерниган | Космически полети на Тамара Джерниган | Космически полети на Тамара Джерниган | Космически полети на Тамара Джерниган | Космически полети на Тамара Джерниган | Космически полети на Тамара Джерниган |
| №                                                         | Дата                                  | КК                                    | Емблема на мисията                    | Функции                               | Продължителност                       |                                       |
| --------------------------------------------------------- | ------------------------------------- | ------------------------------------- | ------------------------------------- | ------------------------------------- | ------------------------------------- | ------------------------------------- |
| 1                                                         | 5 юни 1991                            | „Колумбия“, мисия STS-40              |                                       | Специалист на мисията                 | 9 денонощия 02 часа 14 мин. 20 сек.   |                                       |
| 2                                                         | 22 октомври 1992                      | „Колумбия“, мисия STS-52              |                                       | Специалист на мисията                 | 9 денонощия 20 часа 56 мин. 13 сек.   |                                       |
| 3                                                         | 2 март 1995                           | „Индевър“, мисия STS-67               |                                       | Специалист на мисията                 | 16 денонощия 15 часа 08 мин. 48 сек.  |                                       |
| 4                                                         | 19 ноември 1996                       | „Колумбия“, мисия STS-80              |                                       | Специалист на мисията                 | 17 денонощия 15 часа 53 мин. 18 сек.  |                                       |
| 5                                                         | 27 май 1999                           | „Дискавъри“, мисия STS-96             |                                       | Специалист на мисията                 | 9 денонощия 19 часа 13 мин. 57 сек.   |                                       |
| Сумарно време в космоса – 63 денонощия 01 час и 24 минути |                                       |                                       |                                       |                                       |                                       |                                       |